# Att älska är att leva
Att älska är att leva  (engelska: Living on Velvet) är en amerikansk romantisk dramafilm från 1935 i regi av Frank Borzage.

## Medverkande
| Kay Francis    | – Amy Prentiss Parker              |
| Warren William | – Walter 'Gibraltar' Pritcham      |
| George Brent   | – Terrence Clarence 'Terry' Parker |
| Helen Lowell   | – Martha Prentiss                  |
| Henry O'Neill  | – Harold Thornton                  |
| Russell Hicks  | – majoren på flygfältet            |